# ریشه nام

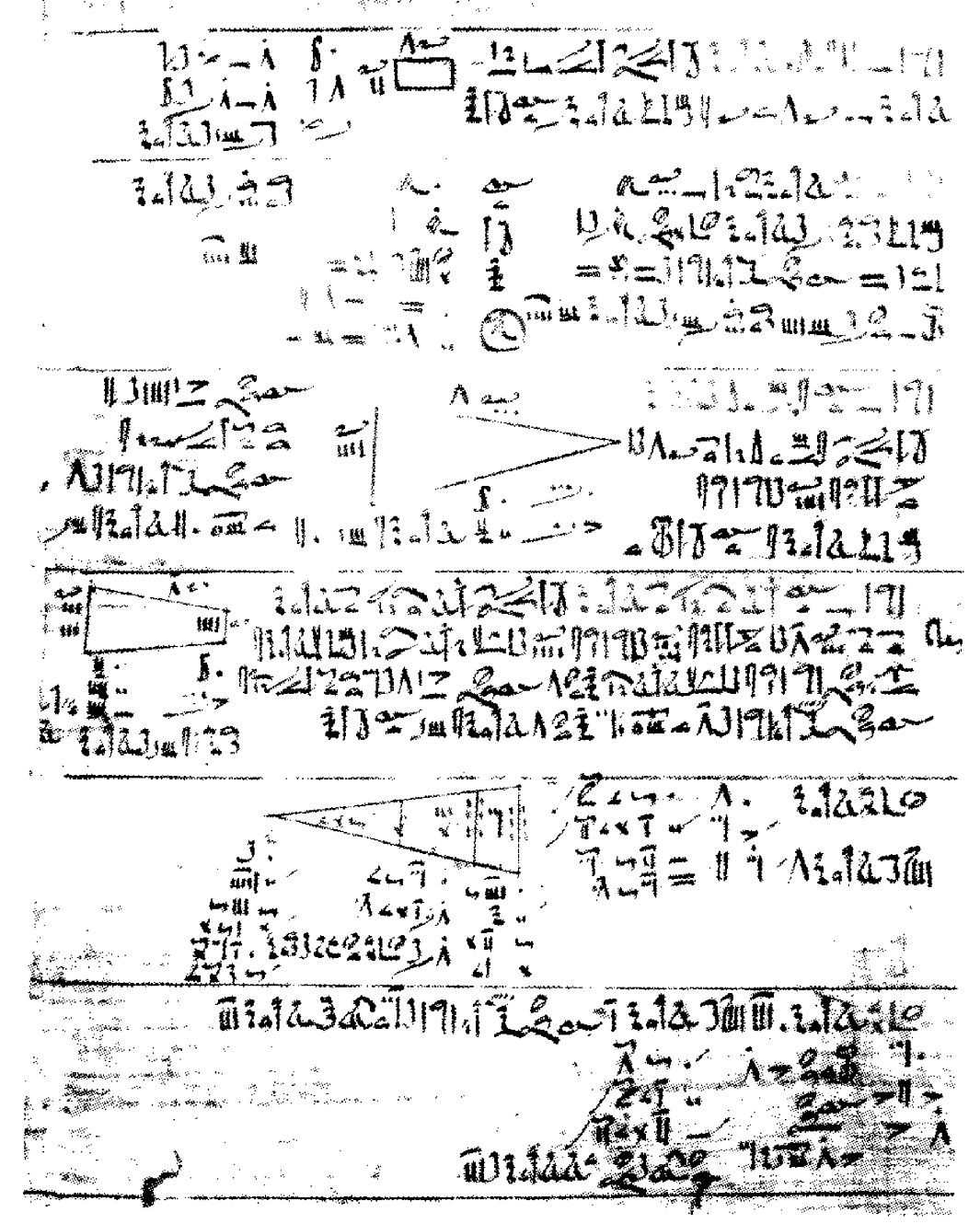
ریشه عدد

در ریاضیات، ریشه nام یک عدد (مانند b)، عددی (مانند a) است که از به توان رساندن عددی دیگر به دست آمده‌است: {\displaystyle a=b^{n}\;} و آن را با نماد {\displaystyle b={\sqrt[{n}]{a}}} نمایش می‌دهند.
بنابراین {\displaystyle {\sqrt[{4}]{81}}=3} چرا که {\displaystyle 3^{4}=81\;}. به‌طور خاص ریشه‌های دوم و سوم کاربردهای وسیع‌تری نسبت به بقیه ریشه‌ها دارند.
هر عدد مختلط ناصفر n ریشه متفاوت مختلط nام از جمله ریشه‌های حقیقی (حداکثر دو ریشه حقیقی) دارد. ریشهٔ nام صفر به ازای هر عدد حقیقی مثبت n صفر می‌باشد، زیرا {\displaystyle 0^{n}=0}. به صورت کلی اگر n زوج و x عددی حقیقی و مثبت باشد، یکی از ریشه‌های nام آن عددی مثبت و حقیقی، یکی منفی، و بقیه ریشه‌ها (اگر {\displaystyle n>2}) اعداد مختلط غیر حقیقی خواهند بود؛ اگر n زوج و x عددی حقیقی و منفی باشد، هیچ‌یک از ریشه‌های آن حقیقی نیستند. اگر n فرد و x حقیقی باشد، یک ریشه nام آن حقیقی و هم علامت با x است، در حالی که بقیه {\displaystyle (n-1)} ریشهٔ آن حقیقی نیستند. در نهایت، اگر x حقیقی نباشد، هیچ‌یک از ریشه‌های nام آن حقیقی نیستند.

## عملیات ریاضی
عملیات ریشه‌گیری از عدد دارای خواص عمومی چند است که در محاسبات به کار می‌آید:
{\displaystyle {\sqrt[{n}]{ab}}={\sqrt[{n}]{a}}{\sqrt[{n}]{b}}\qquad a\geq 0,b\geq 0}
{\displaystyle {\sqrt[{n}]{\frac {a}{b}}}={\frac {\sqrt[{n}]{a}}{\sqrt[{n}]{b}}}\qquad a\geq 0,b>0}
بیان کردن درجهٔ ریشهٔ nام به صورت توانی، کار با توان‌ها و ریشه‌ها رو آسان‌تر می‌سازد:
{\displaystyle {\sqrt[{n}]{a^{m}}}=\left({\sqrt[{n}]{a}}\right)^{m}=\left(a^{\frac {1}{n}}\right)^{m}=a^{\frac {m}{n}},}
بنابر این به‌طور مثال خواهیم داشت:
{\displaystyle {\sqrt[{3}]{a^{5}}}{\sqrt[{5}]{a^{4}}}=a^{\frac {5}{3}}a^{\frac {4}{5}}=a^{\frac {25+12}{15}}=a^{\frac {37}{15}}}
و نیز:
{\displaystyle {\sqrt[{3}]{a^{5}}}={\sqrt[{3}]{aaaaa}}={\sqrt[{3}]{a^{3}a^{2}}}=a{\sqrt[{3}]{a^{2}}}}
برای گرفتن ریشه nام اعداد منفی یا مختلط باید به نکاتی توجه کنیم. برای مثال:
{\displaystyle {\sqrt {-1}}\times {\sqrt {-1}}\neq {\sqrt {-1\times -1}}=1}، بلکه {\displaystyle \quad {\sqrt {-1}}\times {\sqrt {-1}}=i\times i=i^{2}=-1}
چون قانون {\displaystyle {\sqrt[{n}]{ab}}={\sqrt[{n}]{a}}{\sqrt[{n}]{b}}} فقط برای اعداد حقیقی نا منفی صدق می‌کند استفاده از آن برای اعداد مختلط می‌تواند باعث نامساوی در مرحله اول بالا بشود.